# کنراد فیدلر
کنراد فیدلر (۲۳ سپتامبر ۱۸۴۱–۱۳ ژوئن ۱۸۹۵) مورخ، مجموعه دار هنری و نویسنده آلمانی قرن نوزدهم بود. او از مهمترین مورخین و نظریه پردازان هنری قرن نوزدهم آلمان محسوب می‌شد. فارغ‌التحصیل دانشگاه هایدلبرگ و دانشگاه لوزان بود.
کنراد فیدلر فیلسوف نوکانتی آلمانی که از سردمداران فرمالیسم محسوب می‌شود، به عنوان بنیان‌گذار تفکر علم هنر (Kunstwissenschaft) هم شناخته می‌شود که بر دانش عینی از هنر تأکید بسیاری داشت، تفکرات او به خصوص برای کسانی جذاب است که می‌خواند از شیوه‌های دوتایی دکارتی دانش به سمت ترکیبی تعریفی از ذهن-بدن بروند. به نظر او تعریف زیبایی شناسانه ساده اثر هنری فقط در چارچوب مشاهده سوژه و تعمق صرف در مورد آن جای می‌گیرد.
او از یک سو به مخالفت با آن دسته از مفاهیمی که هنر را تقلیدی از طبیعت می‌دانست برخاست و از سوی دیگر مخالف این بود که هنر بیان مضامین ناب ادبی یا احساس خالص انسانی باشد. بحث اساسی فیدلر این بود که اثر هنری لزوماً محصول ادراک بصری یگانه هنرمند است که با توانایی‌های او در انتخاب، شکلی آزاد از هر قید یافته باشد.
او اصل یگانه هنرهای تجسمی را مرئیت ناب نامید. او حتی ادعا کرد که «ماهیت هر چیز نمود آن است». فیدلر عقیده داشت که هنر جهان دیگری را برایمان خلق نمی‌کند، بلکه صرفاً جهان موجود را برایمان مرئی می‌کند.

وی همچون امانوئل کانت، 'قضاوت زیبایی شناسانه' را جدای از شناخت قرار می‌دهد، اما با این تفاوت که او بر عنصر زمان تأکید داشته و ادعا می‌کند به محض شناخت یک ماهیت، قضاوت زیبایی شناسانه ما از آن از بین می‌رود.

## ترجمه به فارسی
- "در باب قضاوت در مورد آثار هنری تجسمی (جستار)" در کتاب "نظریه‌های زیبایی‌شناسی"، ترجمه احسان حنیف، ۱۳۹۹.